# یان تالسنیکوف
یان تالسنیکوف (به انگلیسی: Jan Talesnikov) هافبک اهل اسرائیل است که از سال ۱۹۹۸ تا ۲۰۰۰ میلادی عضو تیم ملی فوتبال اسرائیل بوده و در ۲۱ بازی ملی حضور داشته است. یان تالسنیکوف توانسته در بازی‌های ملی، ۴ گل به ثمر برساند.